# Haec ornamenta mea
Haec ornamenta mea è una locuzione latina. Tradotta letteralmente, significa Questi sono i miei gioielli.
La famosissima frase è attribuita a Cornelia, figlia di Publio Cornelio Scipione Africano che sposando Tiberio Sempronio Gracco divenne la "Madre dei Gracchi": i suoi figli erano appunto gli "ornamenta" .
La frase era la risposta alle matrone romane che ostentavano monili e gioielli. Cornelia, pur appartenendo alla ricca, famosa e potente "gens" manteneva quella romana dignitas di cui era ancora permeata la Repubblica e che proprio con le conquiste degli Scipioni si sarebbe corrotta per le enormi ricchezze conquistate.